# Parada (brydż)
Parada to w brydżu rodzaj manewru rozgrywkowego, polega na wyimpasowaniu honoru atutowego, przy braku kart w kolorze impasu, przez podegranie kolorem bocznym. Wykonanie parady wymaga skrócenia się w atu do długości, posiadanej przez impasowanego. Na przykład (kolor atutowy: ♠):
```
                       ♠ 10 9
                       
♥
 A 5 4 3
                       
♦
 D 3 2
                       ♣ K 8 7 5
             ♠ 2                 ♠ K 5 4 3
             
♥
 W 9 8 7           
♥
 D 10 6
             
♦
 W 10 6 5          
♦
 9 8 7
             ♣ A 10 9 6          ♣ D W 4
                       ♠ A D W 8 7 6
                       
♥
 K 2
                       
♦
 A K 4
                       ♣ 3 2
```

S rozgrywa 6♠ po ataku asem i blotką trefl. Bije drugą lewę na stole i gra dwukrotnie na impas pik i za drugim razem ujawnia się zły podział atutów. Aby rozgrywający mógł teraz przeprowadzić paradę, czyli wyimpasować pozornie niemożliwego do zaimpasowania króla atu, musi on skrócić się w ręce, czyli przebić tyle kart atutami z ręki aby ich mieć tyle samo co przeciwnik z prawej strony.
Przebija więc kolejnego trefla w ręce, gra króla, asa kier i ponownie skraca się w ręce, tym razem przebijając małego kiera. Powstaje następująca końcówka:
```
                       ♠ -
                       
♥
 5
                       
♦
 D 3 2
                       ♣ 8
             ♠ -                 ♠ K 5
             
♥
 -                 
♥
 -
             
♦
 W 10 6 5          
♦
 9 8 7
             ♣ 9                 ♣ -
                       ♠ A D
                       
♥
 -
                       
♦
 A K 4
                       ♣ -
```

Rozgrywający gra teraz trzykrotnie kara kończąc na stole, po czym wychodzi z dziadka treflem lub kierem i król atutowy obrońcy staje w paradzie.
Inny przykład:
```
                       ♠ 3 2
                       
♥
 5 4 3 2
                       
♦
 K D 4
                       ♣ A 7 6 5

                       ♠ A K D 10 9 8
                       
♥
 7 6
                       
♦
 W 5 3
                       ♣ K 4
```

S rozgrywa 4♠, W zaatakował asem i królem kier, po czym zmienił wist na blotkę karo (ze stołu także blotka), którą zabił asem gracz E który powtórzył karo. Jedyne niebezpieczeństwo dla rozgrywającego w tym rozdaniu to podział atutów 4-1, jeżeli cztery piki będzie miał W to nie można już nic zrobić, ale można się jeszcze zabezpieczyć przed czwórką pików u obrońcy E. Jeżeli rozgrywający zagra teraz asa i króla pik, to po ewentualnym ujawnienie się złego rozkładu nie będzie miał wystarczającej ilości dojść do stołu aby przeprowadzić paradę, przed rozpoczęciem atutowania, powinien więc przebić jednego kiera w ręce i dopiero teraz zagrać asa i króla pik.
Jeżeli atuty podzielą się 3-2, to rozgrywający ściągnie jeszcze jednego atuta i będzie mógł pokazać karty, jeżeli jednak ujawnią się cztery piki u E, to rozgrywający przejdzie karem do stołu, przebije jeszcze jednego kiera i dojdzie do następującej końcówki:
```
                       ♠ -
                       
♥
 -
                       
♦
 -
                       ♣ A 7 6 5

                       ♠ D 10
                       
♥
 -
                       
♦
 -
                       ♣ K 4
```

Rozgrywający gra teraz króla i asa trefl, a następnie blotkę trefl ze stołu i walet pik obrońcy zostaje wyparadowany.